# Szentbalázs
Szentbalázs é um município da Hungria, situado no condado de Somogy. Tem 12,14 km² de área e sua população em 2019 foi estimada em 315 habitantes.